# ナクル (カウンティ)
ナクル（スワヒリ語: Wilaya ya Nakuru）は、ケニア西部の旧リフトバレー州南部のカウンティ。
中心都市・最大都市はナクル。
面積は7509.5km2で、2009年の人口は160万3325人、人口密度は213.5人/km2。
ナイロビ (カウンティ)、カカメガ (カウンティ)、キアンブ (カウンティ)に次いで4番目に人口が多い。

## 人口
- 1979年8月24日：52万2709人
- 1989年8月24日：84万9096人
- 1999年8月24日：118万7039人
- 2009年8月24日：160万3325人[2]

## 隣接カウンティ
- 北：バリンゴ (カウンティ)
- 北東：ライキピア (カウンティ)
- 東：ニャンダルア (カウンティ)
- 南東：キアンブ (カウンティ)
- 南東：カジアド (カウンティ)
- 南：ナロク (カウンティ)
- 南西：ボメット (カウンティ)
- 西：ケリチョ (カウンティ)

## 主要都市
- ナクル：28万6411人(中心都市)
- ナイバシャ（英語版）：9万1993人
- ギルギル（英語版）：3万5293人
- モロ (ケニア)（英語版）：3万2576人
- ンジョロ（英語版）：2万3551人
- マイ・マヒウ（英語版）：1万1230人

## 観光地

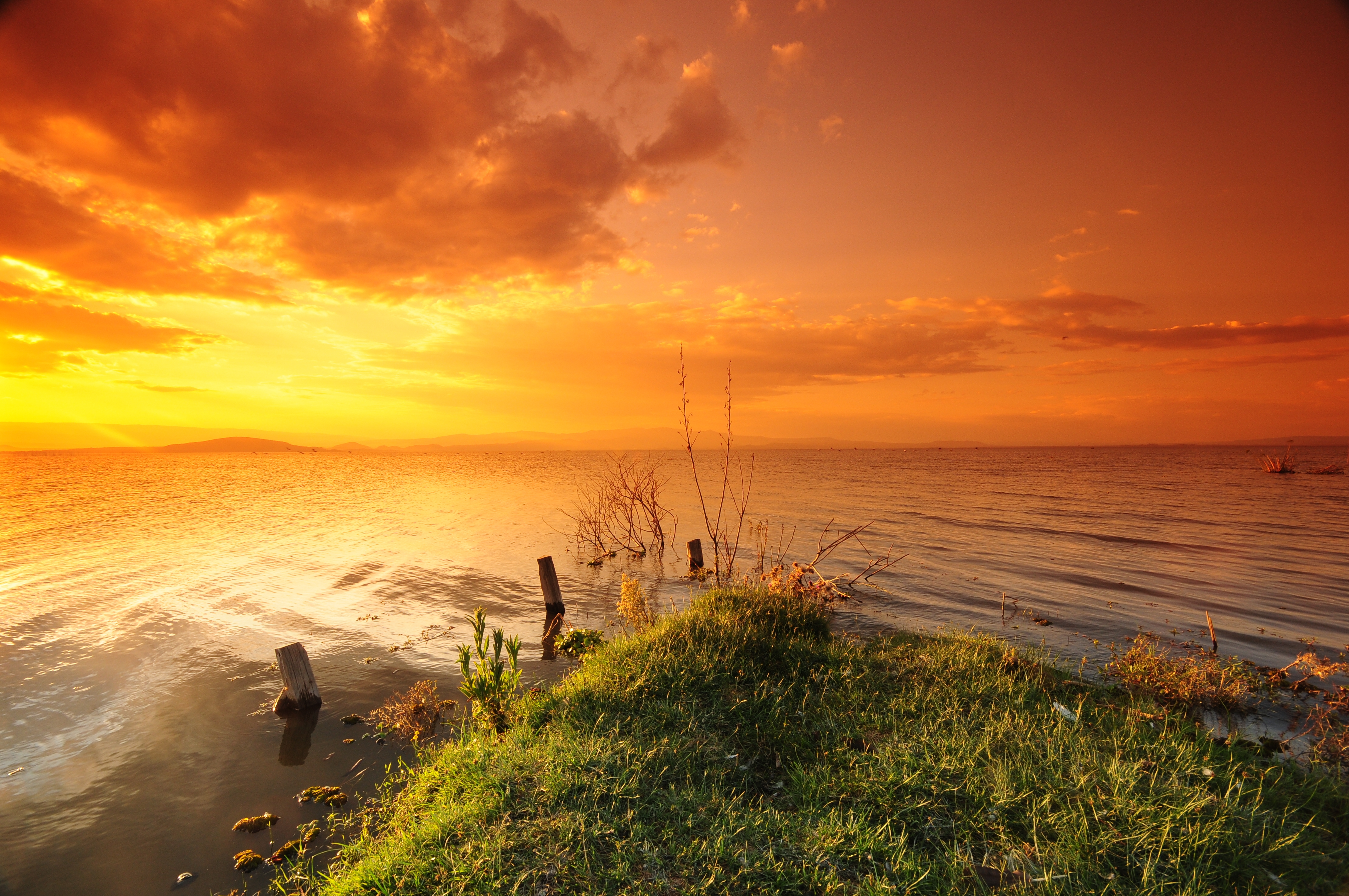
夕焼けのナイバシャ湖

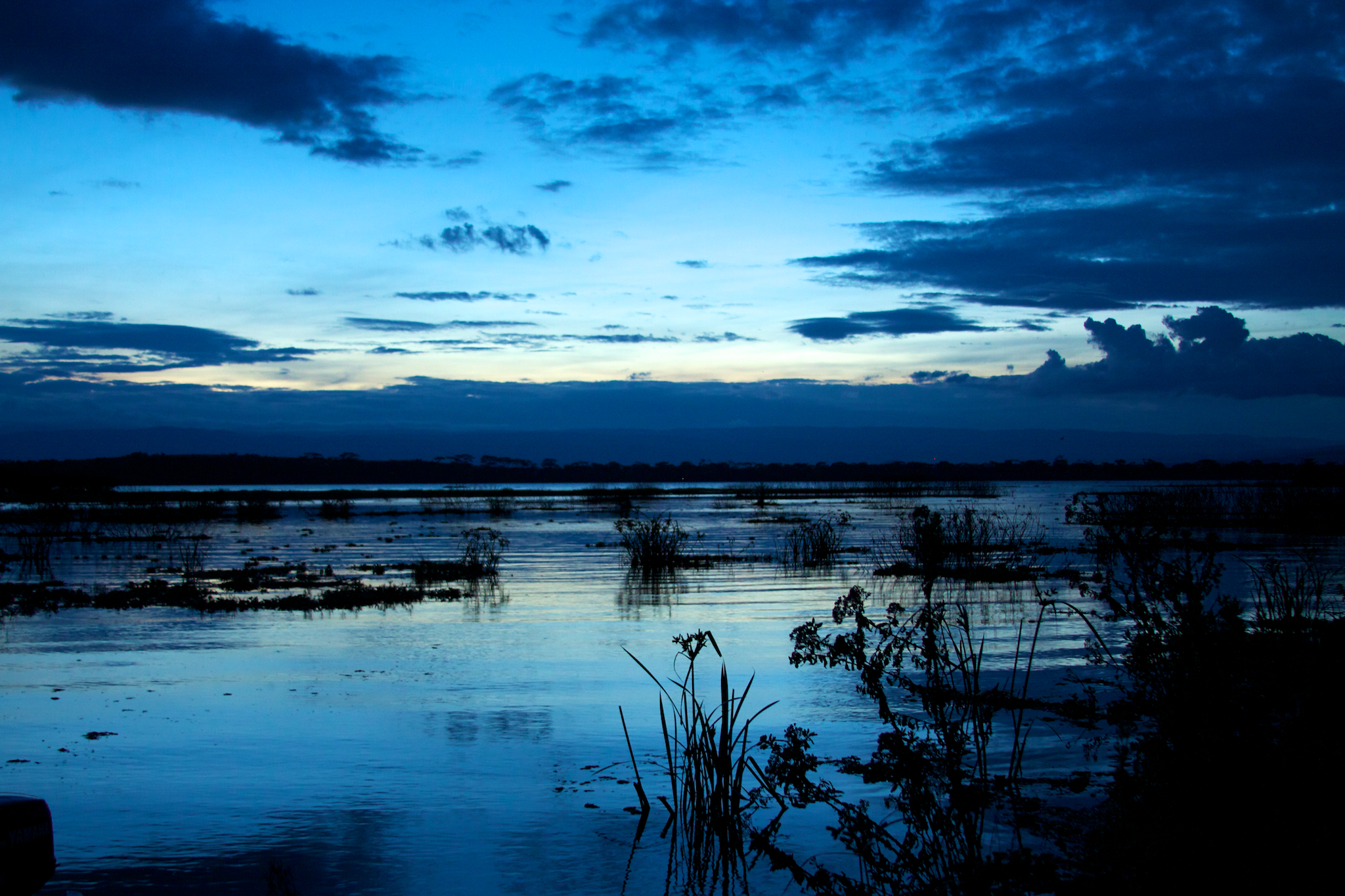
薄闇のナイバシャ湖

- ナクル湖：ナクル湖国立公園の中心で、多くのフラミンゴが生息する。
- ナイバシャ湖：ラムサール条約に登録されている。
- メネンガイ（英語版）：巨大な楯状火山で、世界最大級のカルデラが有る。
- 岩狸丘陵（英語版）：新石器時代～鉄器時代の遺跡が有る。

## 出来事
2007年、ケニア大統領選挙2007後の暴動の中心地となった。
全国で1100人以上が殺害され、35万人以上が家を失った。
2012年10月19日、キクユ人とカレンジン人の間で、ナクル和平合意(大地溝帯和平合意)が締結された。
国立団結統合委員会が16ヶ月に渡る交渉の支援をした。

## 著名人
- コイギ・ワ・ワムウェレ（英語版）(Koigi wa Wamwere)
  - 1949年12月18日～
  - 政治家、人権活動家、報道員、作家
  - ジョモ・ケニヤッタ初代大統領とダニエル・アラップ・モイ第2代大統領に反対し拘留された事で有名になった。